# Veyretia sagittata
Veyretia sagittata är en orkidéart som först beskrevs av Heinrich Gustav Reichenbach och Johannes Eugen ius Bülow Warming, och fick sitt nu gällande namn av Dariusz Lucjan Szlachetko. Veyretia sagittata ingår i släktet Veyretia och familjen orkidéer. Inga underarter finns listade i Catalogue of Life.